# EBRC ジャグア
ジャグア装甲偵察戦闘車（Engin blindé de reconnaissance et de combat、EBRC）は、市街地および山岳地帯での戦闘に適した、新世代の六輪駆動の装甲偵察車両で、フランス企業の共同事業体が設計と製造を担当している。

## 来歴

### 発端
フランス軍は2020年までに軽量装輪戦闘車両の更新を計画していた。EBRC計画では当初、70から250両の装甲車の調達を想定していた。
フランス国防省は開発をネクスター、タレス、Arquusに開発を委託した。納入は2020年から開始されることになった。2016年に、248両のEBRCが発注される見込みだった。2017年4月に最初の20両が承認された。2019−2025軍事計画法では、2030年までにEBRCを300両に増やすことが規定されている。
この車両の調達は、陸軍の装甲騎兵部隊の近代化を目的とした「SCORPION計画」（Synergie du contact renforcée par la polyvalence et l’infovalorisation、汎用性と情報評価によって強化された接触の相乗効果）の一部であり、ルクレール戦車の近代化改修、VAB装甲車のVMBR（グリフォンおよびサーバル）への置き換えが含まれている。

### 運用
ジャグアの最初の18両は2022年2月1日にカンジュエールの第1アフリカ猟兵連隊に納入され、続く18両のジャグアが同年中に納入される予定である。

第1外人騎兵連隊が2022年5月にジャグアを装備する2番目の連隊になる予定であり、2023年には海兵歩兵戦車連隊が続く予定である。

## 詳細
ジャグアの車体構成はフランスの偵察車両の伝統的な設計となっている。運転席は車体前部の中心に配置されている。2名が搭乗するCTA-40M砲塔が車体中央に、車体後部にパワーパックが配置されている。
また、ストラスブールのQuiri社が製造するサスペンション、アルジャントゥイユのElnoによるElipsインターコムシステム、リヨンのMetravibによるピラーV音響銃撃検出システムを含む70%の装備がVAB装甲車およびVBMR グリフォンと共通である。

### 火力
ジャグアには3種類の兵装が搭載されている：英仏共同事業体CTA製の40ｍｍ口径40 CTC速射砲。このコンパクトな砲はテレスコープ弾を最大45度の仰角で発射でき市街地での高層階だけではなく、低速の航空機にも対処することができる。
発射速度は毎分168発から200発まで変更でき、単発と3連バーストの2種類の発射モードを選択できる。薬莢の排出は砲塔の左側から行われる。65発の砲弾が車長席前の自動装填装置に装填されており即応可能である。115発が砲塔バスケット後方の車体内に搭載される。
4種類の砲弾が使用可能である。OFLT APFSDSは1,500 mの距離から60度の角度で70 mmの均質圧延鋼装甲を貫通する能力がある。高爆発曳光弾（OET）およびOET CHR（時限式）砲弾は500 mの距離で20 cmの鉄筋コンクリートを貫通できる。
左側面には2発のアケロンMP対戦車ミサイルが装填されて即応可能な起立式発射筒を備える。さらに2発が車体後部のパワーパック後方の格納庫に搭載される。アケロンMPミサイルは、障害物の背後から発射することが可能であり、直視目標を含む最大4,000 mの的を攻撃できるとともに、統合照準システムによって予期せぬ脅威に対処するために飛行中に目標を変更する能力を備えている。
7.62 mmのMAG 58機関銃を装備した一基のArquus T3遠隔操作砲塔（RWS）が砲塔上部の前方左側に搭載されている。これはグリフォンおよびサーバルに搭載されているT1やT2とは異なり、そのアーキテクチャーは車長および砲手が操作可能な、サフランPASEOパノラマ照準装置と統合されている。T3キューポラは、PASEO照準装置、機関銃および40 mm砲それぞれの軸で操作される。

### 機動性
ボルボHDE 11ディーゼルエンジンとZF自動変速機を組み合わせたパワーパックは車体後部に搭載されている。HDE 11エンジンは排気量11リットルでターボチャージャーで過給された直列6気筒エンジンであり、ユーロ3規制をクリアして490 PSを発揮する。
変速機はインバーターシステムを備えており、10%の傾斜を25 km/hの速度で登ることができる
。
燃料容量は500リットルで、そのうちの380リットルは生存空間外の車体右側前部の、第1車軸と第2車軸の間に搭載されている。
ジャグアの駆動系は「6x4切り替え6x6」式で、後部の4輪は常時駆動され、前輪は運転者の切り替え操作に応じて駆動される。時速20 km/hまでは回転半径を17 mに抑えるために後輪も操舵される。各車軸は全て独立したロングストロークのハイドロニューマチック・サスペンションを備える。Quiriによるこのサスペンションは不整地での機動力を改善し、走行中の射撃時の車体安定性に寄与する。

サスペンションは車高調節機能も有している。6つのミシュラン製14.00 R20タイヤはハッチンソンのランフラットシステムを備え、地面の状況に応じて運転席から空気圧を変更することが可能である。

### 防御

#### パッシブ
ジャグアは乗員の高レベルの脅威からの保護を可能にする「生存空間」構造に基づいて設計されている
。
特に、損傷を受けても機動力を保つために、残留機動性に注意が払われた。

車体は地雷や最大8 kgのTNTを使用したIEDに対応するためにAMX-10RCよりも地上高が25 cm高くされている。

車体は非常に高度の高い鋼、セラミック、アラミド繊維の装甲板で覆われた、アルミニウム板の溶接構造の集合体で構成されている。この装甲はNATOのSTANAG 4569 レベル4規格を満たしており、14.5 mm徹甲弾および30 ｍの距離で爆発する155 mm砲弾の爆発に対する防護に対応している。

#### アクティブ
砲塔の左右および後部には、砲塔上部に搭載したレーザー警告システムに連動した80 mm GALIX擲弾筒を装備している。これは、ミサイル発射検知器、Metaravi Defence社のピラーV地上音響追跡システム（SLAT）、タレス社のBARAGE（Brouilleur Anti-IED Réactifs Actifs Goniométriques、対IEDアクティブ反応ゴニオメトリクス）無線妨害装置および赤外線妨害装置と連携して機能する。

EBRC Jaguar - mars 2022
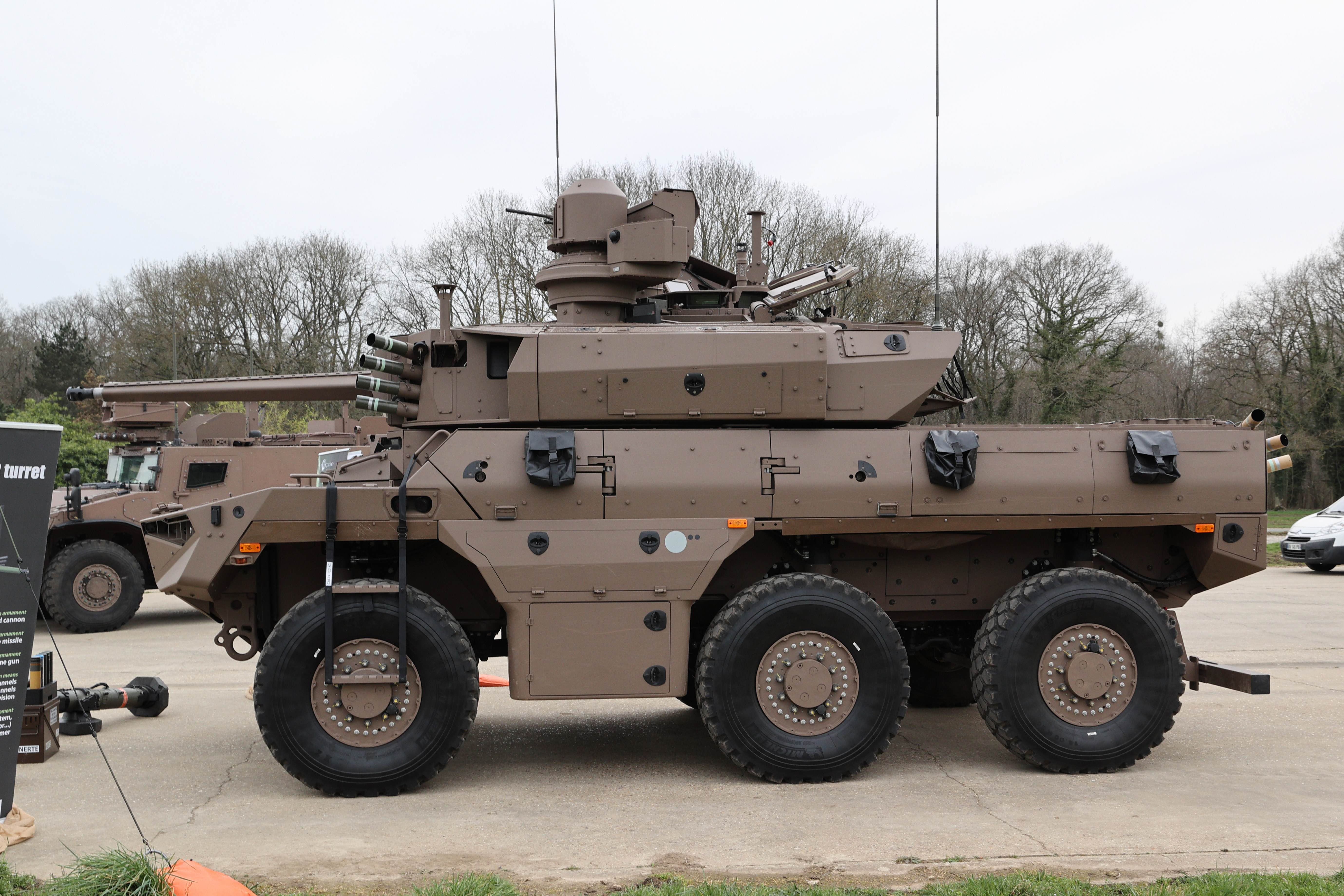
左側面
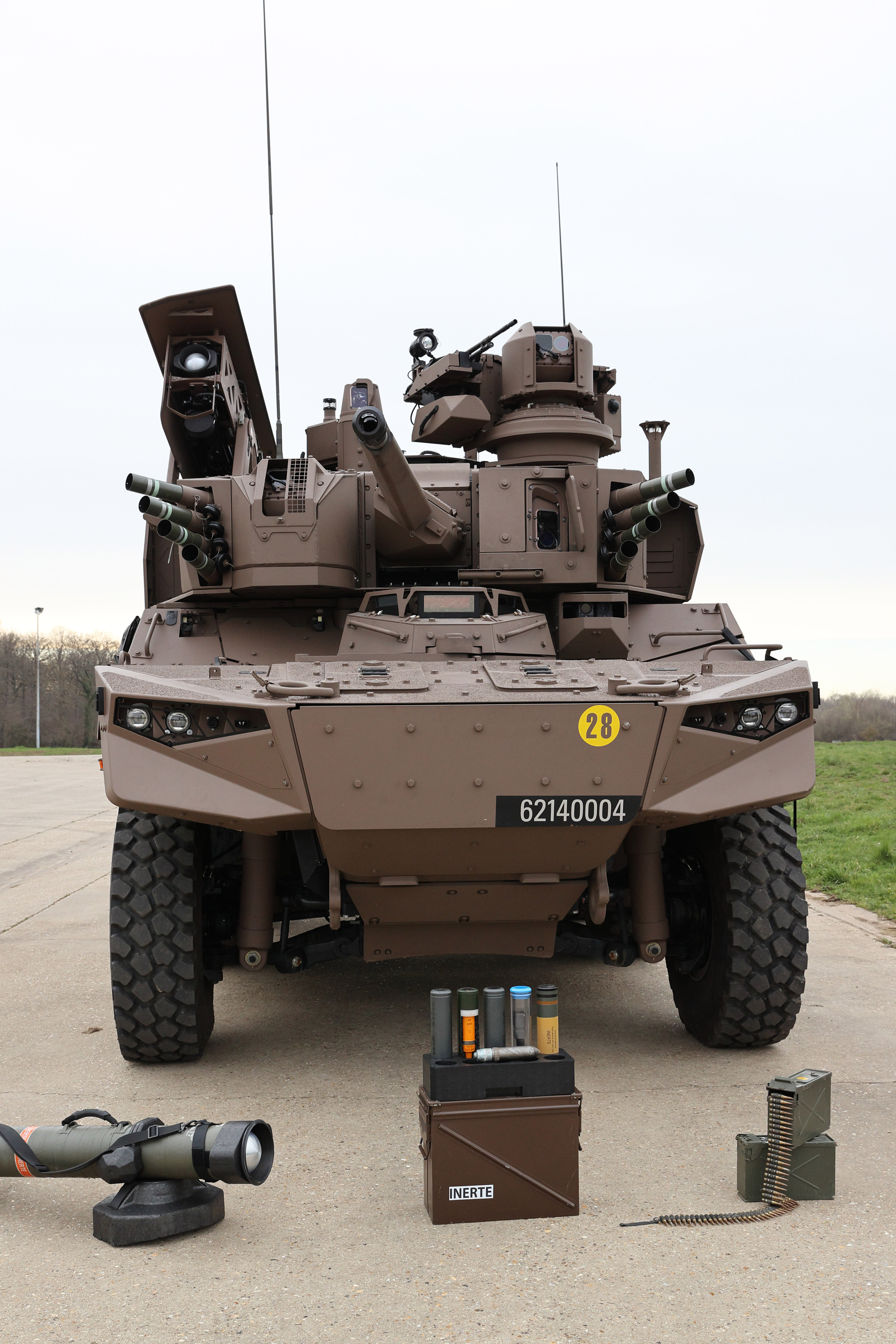
正面
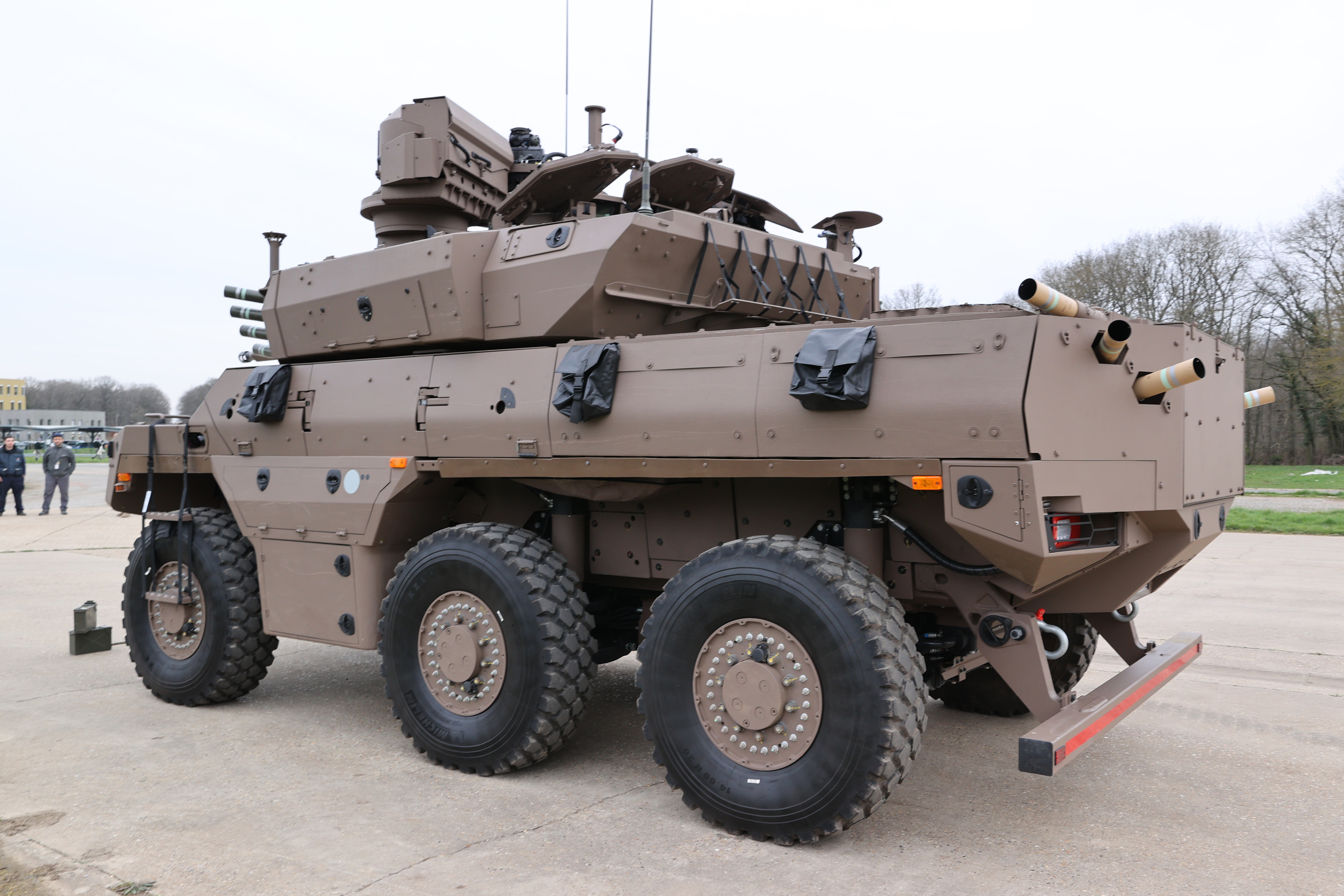
左後方

## 運用国
- フランス

2017年と2020年に発注された20両および42両を含めて、2025年までに150両が、2030年までに300両が調達予定。これはフランス陸軍のERC 90装甲車、AMX-10RCおよび戦車駆逐型VAB装甲車を置き換えるものである。 2023年時点で24両を保有している。
- ベルギー

60両が陸上構成部隊のCAMO計画（CApacité MOtorisée）の一環として発注され、2025年から2030年にかけて納入される予定である。これは機械化旅団のピラーニャ3およびディンゴIIを置き換えるものである。この発注は、2017年6月22日に同意書に署名したのちに、ベルギー首相のシャルル・ミシェルが2018年10月26日に正式に承認した。砲塔を押し付けられそうになった後で、CMIディフェンスは整備および訓練とともに40 mm砲塔の最終組み立てを請け負った。遠隔操作砲塔はFNハースタルが製造し、Mecar社（ネクスターのベルギーでの子会社）が弾薬の一部の開発と製造を担当する。